# Spillertrupperne ved Håndbold under sommer-OL 2016 (kvinder)
Dette er en oversigt over spillertrupperne fra hver nation der kvalificerede sig til Håndbold under sommer-OL 2016 for kvinder i Rio de Janeiro. Turneringen startede 6. august 2016 og sluttede med finalen den 20. august 2016.

## Gruppe A

### Brasilien
Cheftræner:  Morten Soubak
| Nr. | Pos. | Navn                    | Fødselsdato (alder)              | Højde  | Landskampe | Mål | Klub                   |
| --- | ---- | ----------------------- | -------------------------------- | ------ | ---------- | --- | ---------------------- |
| 2   | P    | Fabiana Diniz           | 13. maj 1981 (alder 35 år)       | 1.83 m | 205        | 347 | SG BBM Bietigheim      |
| 3   | RW   | Alexandra do Nascimento | 16. september 1981 (alder 34 år) | 1.77 m | 178        | 703 | Vác                    |
| 4   | LW   | Samira Rocha            | 26. januar 1989 (alder 27 år)    | 1.70 m | 94         | 224 | Kisvárda               |
| 5   | P    | Daniela Piedade         | 2. marts 1979 (alder 37 år)      | 1.73 m | 186        | 336 | Alba Fehérvár          |
| 7   | P    | Tamires Morena Lima     | 16. maj 1994 (alder 22 år)       | 1.80 m | 38         | 20  | Cercle Dijon Bourgogne |
| 8   | LW   | Fernanda da Silva       | 25. september 1989 (alder 26 år) | 1.76 m | 98         | 281 | SG BBM Bietigheim      |
| 9   | CB   | Ana Paula Belo          | 18. oktober 1987 (alder 28 år)   | 1.72 m | 141        | 517 | Rostov-Don             |
| 10  | RW   | Jéssica Quintino        | 17. april 1991 (alder 25 år)     | 1.76 m | 89         | 189 | HC Odense              |
| 12  | GK   | Bárbara Arenhart        | 4. oktober 1986 (alder 29 år)    | 1.82 m | 104        | 4   | Vác                    |
| 15  | CB   | Francielle da Rocha     | 6. oktober 1992 (alder 23 år)    | 1.64 m | 58         | 74  | Vegus/Guarulhos        |
| 18  | LB   | Eduarda Amorim          | 23. september 1986 (alder 29 år) | 1.86 m | 145        | 480 | Győri ETO              |
| 22  | RB   | Mayara Moura            | 5. december 1986 (alder 29 år)   | 1.70 m | 93         | 146 | EC Pinheiros           |
| 81  | RB   | Deonise Cavaleiro       | 20. juni 1983 (alder 33 år)      | 1.80 m | 150        | 331 | HC Odense              |
| 84  | GK   | Mayssa Pessoa           | 11. august 1984 (alder 31 år)    | 1.80 m | 77         | 0   | Vardar                 |

### Angola
Cheftræner: Filipe Cruz
| Nr. | Pos. | Navn              | Fødselsdato (alder)              | Højde  | Landskampe | Mål | Klub                               |
| --- | ---- | ----------------- | -------------------------------- | ------ | ---------- | --- | ---------------------------------- |
| 1   | GK   | Neyde Barbosa     | 23. september 1980 (alder 35 år) | 1.77 m | 38         | 1   | Progresso Associação do Sambizanga |
| 6   | RW   | Juliana Machado   | 6. november 1994 (alder 21 år)   | 1.70 m | 25         | 48  | Primeiro de Agosto                 |
| 8   | CB   | Lurdes Monteiro   | 11. juli 1984 (alder 32 år)      | 1.70 m | 32         | 49  | Primeiro de Agosto                 |
| 9   | W    | Natália Bernardo  | 25. december 1986 (alder 29 år)  | 1.70 m | 73         | 192 | Primeiro de Agosto                 |
| 10  | P    | Albertina Kassoma | 12. juni 1996 (alder 20 år)      | 1.90 m | 14         | 39  | Primeiro de Agosto                 |
| 11  | LB   | Luísa Kiala       | 25. januar 1982 (alder 34 år)    | 1.72 m | 104        | 194 | Petro de Luanda                    |
| 12  | GK   | Cristina Branco   | 15. marts 1985 (alder 31 år)     | 1.70 m | 59         | 0   | Primeiro de Agosto                 |
| 15  | RB   | Azenaide Carlos   | 14. juni 1990 (alder 26 år)      | 1.75 m | 50         | 150 | Petro de Luanda                    |
| 16  | GK   | Teresa Almeida    | 5. maj 1988 (alder 28 år)        | 1.78 m | 32         | 0   | Petro de Luanda                    |
| 17  | RB   | Wuta Dombaxe      | 5. april 1986 (alder 30 år)      | 1.73 m | 32         | 64  | Primeiro de Agosto                 |
| 21  | RB   | Magda Cazanga     | 28. maj 1991 (alder 25 år)       | 1.84 m | 21         | 28  | Petro de Luanda                    |
| 25  | P    | Liliana Venâncio  | 19. september 1995 (alder 20 år) | 1.86 m | 6          | 3   | Primeiro de Agosto                 |
| 31  | LW   | Janete dos Santos | 10. juni 1991 (alder 25 år)      | 1.75 m | 10         | 0   | Progresso do Sambizanga            |
| 90  | LB   | Isabel Guialo     | 8. april 1990 (alder 26 år)      | 1.72 m | 33         | 60  | Primeiro de Agosto                 |

### Montenegro
Cheftræner: Dragan Adžić
| Nr. | Pos. | Navn                      | Fødselsdato (alder)              | Højde  | Landskampe | Mål | Klub                    |
| --- | ---- | ------------------------- | -------------------------------- | ------ | ---------- | --- | ----------------------- |
| 1   | GK   | Marina Vukčević           | 24. august 1993 (alder 22 år)    | 1.78 m | 90         | 0   | Metz Handball           |
| 2   | RW   | Radmila Miljanić-Petrović | 19. april 1988 (alder 28 år)     | 1.57 m | 127        | 180 | Budućnost               |
| 4   | RW   | Jovanka Radičević         | 23. oktober 1986 (alder 29 år)   | 1.69 m | 134        | 709 | Vardar                  |
| 8   | RW   | Marija Jovanović          | 26. december 1985 (alder 30 år)  | 1.82 m | 132        | 507 | Issy-Paris Hand         |
| 9   | LB   | Djurdjina Jauković        | 24. februar 1997 (alder 19 år)   | 1.85 m | 31         | 67  | Budućnost               |
| 10  | CB   | Anđela Bulatović          | 15. januar 1987 (alder 29 år)    | 1.75 m | 117        | 176 | Érd                     |
| 15  | RB   | Andrea Klikovac           | 5. maj 1991 (alder 25 år)        | 1.74 m | 50         | 20  | Vardar                  |
| 17  | LB   | Bojana Popović            | 20. november 1979 (alder 36 år)  | 1.85 m | 49         | 311 | Budućnost               |
| 22  | GK   | Sonja Barjaktarović       | 11. september 1986 (alder 29 år) | 1.80 m | 129        | 0   | Bursa Osmangazi Bld. SK |
| 32  | RB   | Katarina Bulatović        | 15. november 1984 (alder 31 år)  | 1.86 m | 69         | 397 | Budućnost               |
| 66  | P    | Ema Ramusović             | 28. november 1996 (alder 19 år)  | 1.82 m | 29         | 20  | Budućnost               |
| 77  | LW   | Majda Mehmedović          | 25. maj 1990 (alder 26 år)       | 1.69 m | 95         | 213 | CSM București           |
| 88  | LW   | Biljana Pavićević         | 12. maj 1988 (alder 28 år)       | 1.70 m | 51         | 71  | Budućnost               |
| 90  | LB   | Milena Knežević           | 12. marts 1990 (alder 26 år)     | 1.78 m | 122        | 350 | Budućnost               |
| 92  | P    | Suzana Lazović            | 28. januar 1992 (alder 24 år)    | 1.76 m | 92         | 105 | Budućnost               |

### Norge
Head coach:  Thorir Hergeirsson
| Nr. | Pos. | Navn                          | Fødselsdato (alder)              | Højde  | Landskampe | Mål | Klub            |
| --- | ---- | ----------------------------- | -------------------------------- | ------ | ---------- | --- | --------------- |
| 1   | GK   | Kari Aalvik Grimsbø           | 4. januar 1985 (alder 31 år)     | 1.80 m | 137        | 0   | Győri ETO       |
| 2   | LB   | Mari Molid                    | 8. august 1990 (alder 25 år)     | 1.78 m | 92         | 56  | Randers HK      |
| 3   | CB   | Emilie Hegh Arntzen           | 1. januar 1994 (alder 22 år)     | 1.83 m | 32         | 18  | Byåsen HE       |
| 4   | LB   | Veronica Kristiansen          | 10. juli 1990 (alder 26 år)      | 1.75 m | 70         | 189 | FC Midtjylland  |
| 5   | LB   | Ida Alstad                    | 13. juni 1985 (alder 31 år)      | 1.72 m | 135        | 308 | Byåsen HE       |
| 6   | P    | Heidi Løke                    | 12. december 1982 (alder 33 år)  | 1.73 m | 166        | 619 | Győri ETO       |
| 9   | RB   | Nora Mørk                     | 5. april 1991 (alder 25 år)      | 1.69 m | 77         | 329 | Győri ETO       |
| 10  | CB   | Stine Bredal Oftedal          | 25. september 1991 (alder 24 år) | 1.68 m | 115        | 228 | Issy Paris Hand |
| 14  | P    | Marit Malm Frafjord           | 25. november 1985 (alder 30 år)  | 1.82 m | 175        | 357 | Larvik HK       |
| 16  | GK   | Katrine Lunde                 | 30. marts 1980 (alder 36 år)     | 1.80 m | 253        | 3   | Rostov-Don      |
| 18  | RW   | Linn-Kristin Riegelhuth Koren | 1. august 1984 (alder 32 år)     | 1.75 m | 271        | 967 | Larvik HK       |
| 22  | RW   | Amanda Kurtović               | 25. juli 1991 (alder 25 år)      | 1.75 m | 73         | 183 | Larvik HK       |
| 23  | LW   | Camilla Herrem                | 8. oktober 1986 (alder 29 år)    | 1.67 m | 184        | 483 | Vardar          |
| 24  | LW   | Sanna Solberg                 | 16. juni 1990 (alder 26 år)      | 1.78 m | 76         | 137 | Larvik HK       |

### Rumænien
Cheftræner:  Tomas Ryde
| Nr. | Pos. | Navn                    | Fødselsdato (alder)            | Højde  | Landskampe | Mål | Klub                         |
| --- | ---- | ----------------------- | ------------------------------ | ------ | ---------- | --- | ---------------------------- |
| 3   | LB   | Gabriella Szűcs         | 31. august 1984 (alder 31 år)  | 1.79 m | 5          | 3   | Dunărea Brăila               |
| 5   | RB   | Melinda Geiger          | 28. marts 1987 (alder 29 år)   | 1.77 m | 70         | 165 | Brest Bretagne Handball      |
| 7   | CB   | Eliza Buceschi          | 31. august 1993 (alder 22 år)  | 1.75 m | 26         | 54  | FC Midtjylland               |
| 8   | LB   | Cristina Neagu          | 26. august 1988 (alder 27 år)  | 1.80 m | 128        | 521 | Budućnost                    |
| 9   | CB   | Aurelia Brădeanu        | 5. maj 1979 (alder 37 år)      | 1.79 m | 253        | 637 | CSM București                |
| 11  | LB   | Gabriela Perianu        | 20. juni 1994 (alder 22 år)    | 1.87 m | 23         | 45  | Dunărea Brăila               |
| 12  | GK   | Ionica Munteanu         | 7. januar 1979 (alder 37 år)   | 1.75 m | 17         | 0   | CS Universitatea Cluj-Napoca |
| 15  | LW   | Valentina Ardean-Elisei | 5. juni 1982 (alder 34 år)     | 1.75 m | 205        | 807 | S.C.M. Craiova               |
| 22  | P    | Oana Manea              | 18. april 1985 (alder 31 år)   | 1.75 m | 274        | 355 | CSM București                |
| 25  | LW   | Camelia Hotea           | 28. oktober 1984 (alder 31 år) | 1.74 m | 38         | 60  | Corona Brașov                |
| 30  | GK   | Paula Ungureanu         | 30. marts 1980 (alder 36 år)   | 1.80 m | 140        | 2   | CSM București                |
| 85  | P    | Florina Chintoan        | 6. december 1985 (alder 30 år) | 1.78 m | 106        | 140 | CS Universitatea Cluj-Napoca |
| 88  | RB   | Patricia Vizitiu        | 15. oktober 1988 (alder 27 år) | 1.77 m | 35         | 48  | HCM Râmnicu Vâlcea           |
| 89  | RW   | Laura Chiper            | 21. august 1989 (alder 26 år)  | 1.73 m | 15         | 30  | Corona Brașov                |

### Spanien
Cheftræner: Jorge Dueñas
| Nr. | Pos. | Navn                 | Fødselsdato (alder)             | Højde  | Landskampe | Mål  | Klub                       |
| --- | ---- | -------------------- | ------------------------------- | ------ | ---------- | ---- | -------------------------- |
| 2   | RW   | Marta López          | 4. februar 1990 (alder 26 år)   | 1.68 m | 80         | 171  | Bera Bera                  |
| 4   | RW   | Carmen Martín        | 29. maj 1988 (alder 28 år)      | 1.72 m | 171        | 564  | CSM București              |
| 6   | RB   | Nely Carla Alberto   | 2. juli 1983 (alder 33 år)      | 1.79 m | 118        | 325  | Chambray Touraine Handball |
| 9   | RB   | Marta Mangué         | 23. april 1983 (alder 33 år)    | 1.70 m | 284        | 1001 | Brest Bretagne Handball    |
| 10  | CB   | Macarena Aguilar     | 12. marts 1985 (alder 31 år)    | 1.70 m | 215        | 580  | Kontraktløs                |
| 12  | GK   | Silvia Navarro       | 20. marts 1979 (alder 36 år)    | 1.69 m | 142        | 3    | Remudas                    |
| 14  | P    | Elisabeth Chávez     | 17. november 1990 (alder 25 år) | 1.92 m | 151        | 97   | Fleury Loiret HB           |
| 17  | LW   | Elisabeth Pinedo     | 13. maj 1981 (alder 35 år)      | 1.75 m | 191        | 417  | Bera Bera                  |
| 25  | CB   | Nerea Pena           | 13. december 1989 (alder 26 år) | 1.75 m | 98         | 306  | Ferencváros                |
| 27  | LB   | Lara González Ortega | 22. februar 1992 (alder 24 år)  | 1.84 m | 51         | 60   | Team Esbjerg               |
| 30  | P    | Patricia Elorza      | 8. april 1984 (alder 32 år)     | 1.80 m | 112        | 71   | Bera Bera                  |
| 35  | LW   | Naiara Egozkue       | 21. oktober 1983 (alder 32 år)  | 1.73 m | 54         | 79   | Zuazo Barakaldo            |
| 44  | P    | Ainhoa Hernández     | 27. april 1994 (alder 22 år)    | 1.80 m | 26         | 24   | Zuazo Barakaldo            |
| 48  | GK   | Darly Zoqbi de Paula | 25. august 1982 (alder 33 år)   | 1.78 m | 20         | 0    | Budućnost                  |
| 86  | LB   | Alexandrina Barbosa  | 5. maj 1986 (alder 30 år)       | 1.75 m | 65         | 312  | Rostov-Don                 |